# Среднее Шоба
Среднее Шоба (Средняя Шоба, Шаб-озеро) — озеро на территории Юшкозерского сельского поселения Калевальского района Республики Карелии.

## Общие сведения
Площадь озера — 1,2 км². Располагается на высоте 134,9 метров над уровнем моря.
Форма озера лопастная, продолговатая: оно вытянуто почти на четыре километра с северо-запада на юго-восток. Берега изрезанные, каменисто-песчаные, преимущественно возвышенные.
Через озеро протекает река Сопу, впадающая в озеро Кулянъярви, через которое протекает река Кемь.
В озере расположено не менее двух небольших безымянных островов.
Код объекта в государственном водном реестре — 02020000911102000005797.